# Иван Минтов
Иван Николов Минтов е кмет на Бургас.

## Биография
Роден е през 1858 г. в град Калофер. В периода 10 март 1904 - 19 септември 1905 г. е общински съветник в Бургас. От 4 юли 1906 до 24 юли 1907 г. е кмет на Бургас с мандат на Либералната партия. Негови помощник-кметове са Панайот Русалиев и Продан Проданов. Умира на 18 февруари 1908 г.